# Arroyo del Sauce (Arroyo Malo, rechtsseitig)
Der Arroyo del Sauce ist ein Fluss in Uruguay.
Er entspringt auf dem Gebiet des Departamento Tacuarembó in der Cuchilla Divisoria einige Kilometer südwestlich von Curtina. Von dort verläuft er in östliche bis nordöstliche Richtung auf die Stadt zu, bis er rund zwei Kilometer westlich dieser als rechtsseitiger Nebenfluss in den Arroyo Malo mündet.